# Ère Keichō
L'ère Keichō (慶長) est une des ères du Japon (年号, nengō, lit. « nom de l'année ») après l'ère Bunroku et avant l'ère Genna. Elle couvre la période allant du mois d'octobre 1596 au mois de juillet 1615. Les empereurs régnants sont Go-Yōzei-tennō (後陽成天皇) et Go-Mizunoo-tennō (後水尾天皇).

## Changement d'ère
- 1596 Keichō gannen (慶長元年?) : le nom de l'ère est changé pour celui de Keichō pour marquer le passage de plusieurs désastres naturels. L'ère précédente se termine et la nouvelle commence le vingt-sept de Bunroku 5.

## Événements de l'ère Keichō
- Keichō gannen (慶長元年) ou Keichō 1 (1596):
- 1596 (Keichō 1) : Guerre Imjin (invasion de la Corée)
- 18 septembre 1598 (Keichō 3, 18e jour du 8e mois) : Toyotomi Hideyoshi, meurt dans son château de Fushimi à l'âge de soixante-trois ans[3].
- 21 octobre 1600 (Keichō 5, 15e jour du 9e mois) : Bataille de Sekigahara. Le clan Tokugawa et ses alliés vainquent définitivement toute opposition[3].
- 15 janvier 1602 (Keichō 7, 24e jour du 11e mois) : Un incendie au complexe du Hōkō-ji de Kyoto est causé par des ouvriers négligents et la grande image de Bouddha ainsi que la structure abritant la statue (le Daibutsu-den) sont consumées par les flammes[4].
- 1603 (Keichō 8) : Tokugawa Ieyasu devient shogun, ce qui marque le début de ce qui deviendra le bakufu Edo. Toyotomi Hideyori est promu naidaijin à Miyako Daijō-kan[5].
- 1604-1606 (Keichō 9-11) : Tokugawa Ieyasu entreprend la reconstruction du sanctuaire Asama au pied du mont Fuji dans la province de Suruga  en accomplissement d'un vœu en remerciement de l'aide d'un kami durant la bataille de  Sekigahara en 1600[6].
- 1605 (Keichō 10) : Tokugawa Hidetada est nommé shogun après que son père s'est retiré de cette position.
- 1605 (Keichō 10) : La première carte officielle du Japon est commandée cette année et achevée en 1639 à une échelle de 1:280,000[7].
- 23 janvier 1605 (Keichō 10, 15e jour du 12e mois) : Une nouvelle île volcanique, Hachijōko-jima, surgit de la mer aux côtés de l'île Hachijō (八丈島,, Hachijō-jima?) dans l'archipel d'Izu (伊豆諸島,, Izu-shotō?) qui s'étend du sud à l'est de la péninsule d'Izu[5].
- 1606 (Keichō 11) : Début de la construction du château d'Edo[5].
- 1607 (Keichō 12) : Commencement de la construction du château de Sunpu à Suruga. Un ambassadeur arrive de Chine avec des salutations pour l'empereur du Japon[5].

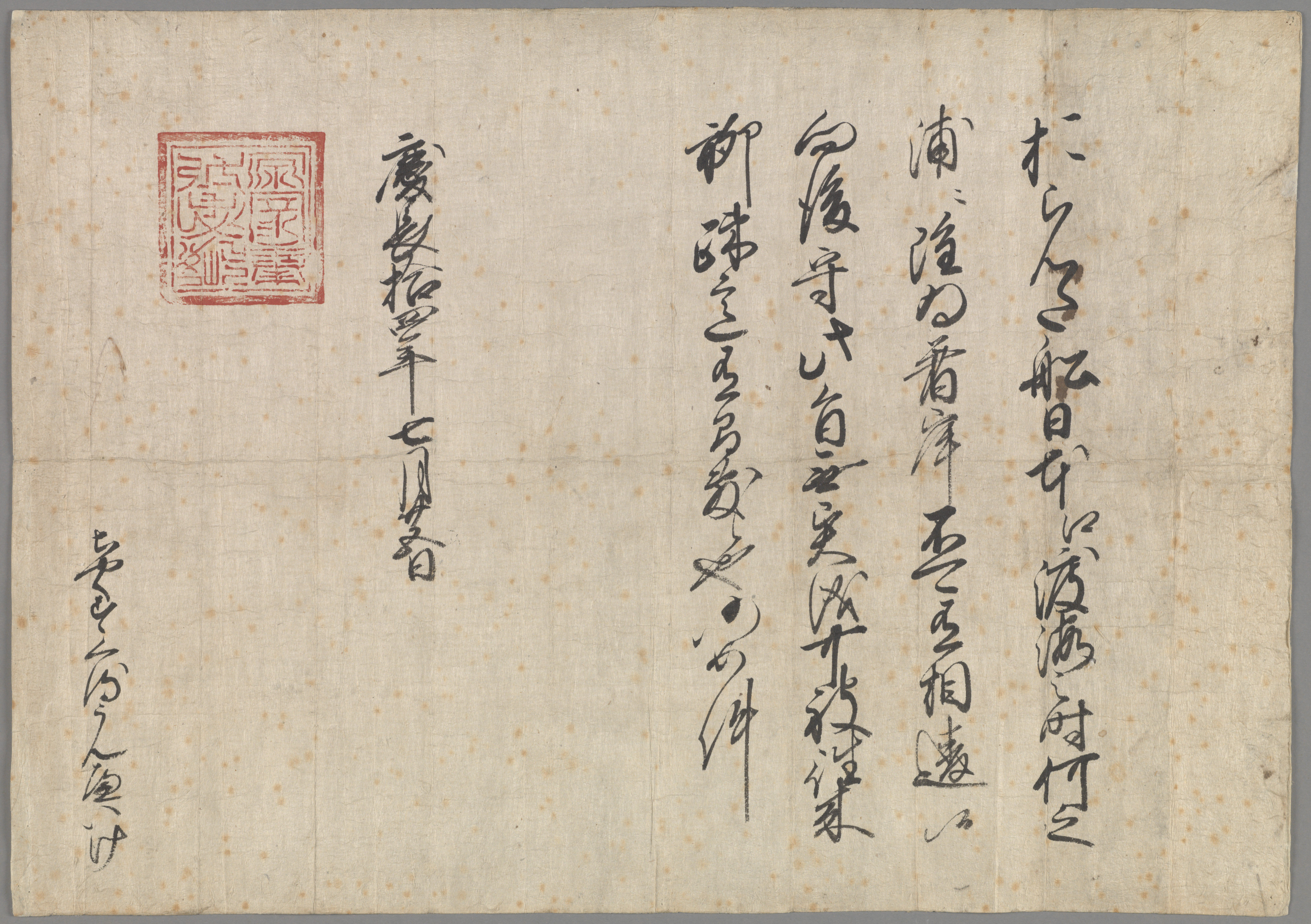
Carte commerce délivrée au nom de Ieyasu Tokugawa -- daté du 24 août 1609 (Keichō 14, du 6e mois).

- 1609 (Keichō 14) :  Invasion de Ryūkyū par Shimazu daimyo du domaine de Satsuma[5].
- 24 août 1609 (Keichō 14, 25e jour du 6e mois) : Carte de négociation (handelpas) délivrée à l'entreprise des Indes néerlandaises au nom de Ieyasu Tokugawa.
- 15 novembre 1610 (Keichō 15, 30e jour du 9e mois) : Toyotomi Hideyori finance les travaux pour reconstruire le Hoko-ji conformément aux plans que son père a soutenus. Il est prévu de recréer le Daibutsu de Kyoto en bronze pour remplacer la statue en bois qui a brûlé. À cette époque, Hideyori décide également de commander le coulage d'une grande cloche en bronze[8].
- 20 mai 1610 (Keichō 15, 27e jour du 3e mois) : Hideyori arrive à Kyoto pour rendre visite à Tokugawa Ieyasu, l'ancien shogun. Le même jour, l'empereur abdique en faveur de son fils Masahito[5]. L'empereur Go-Yōzei abdique et son fils reçoit la succession (senso).
- 1611 (Keichō 16) : L'empereur Go-Mizunoo accède formellement au trône (sokui).
- 1613 (Keichō 18) : Durant les années 1613 à 1620, Hasekura Tsunenaga est à la tête d'une mission diplomatique auprès du Vatican à Rome. Il voyage par la Nouvelle-Espagne, arrive à Acapulco, repart de Veracruz et visite divers ports d'escale en Europe. Cette mission historique est appelée « ambassade Keichō » (慶長使節)[9]. Sur le chemin du retour, Hasekura et ses compagnons font en sens inverse leur route à travers le Mexique en 1619, font voile d'Acapulco pour Manille, puis naviguent vers le nord en direction du Japon où ils arrivent en 1620[10]. Cette mission est classiquement considérée comme étant la première ambassade japonais en Amérique et en Europe[11].
- 1614 (Keichō 19): Siège d'Osaka. Le Shogun vainc Hideyori et met le feu au château d'Osaka puis retourne passer l'hiver à Edo[12].

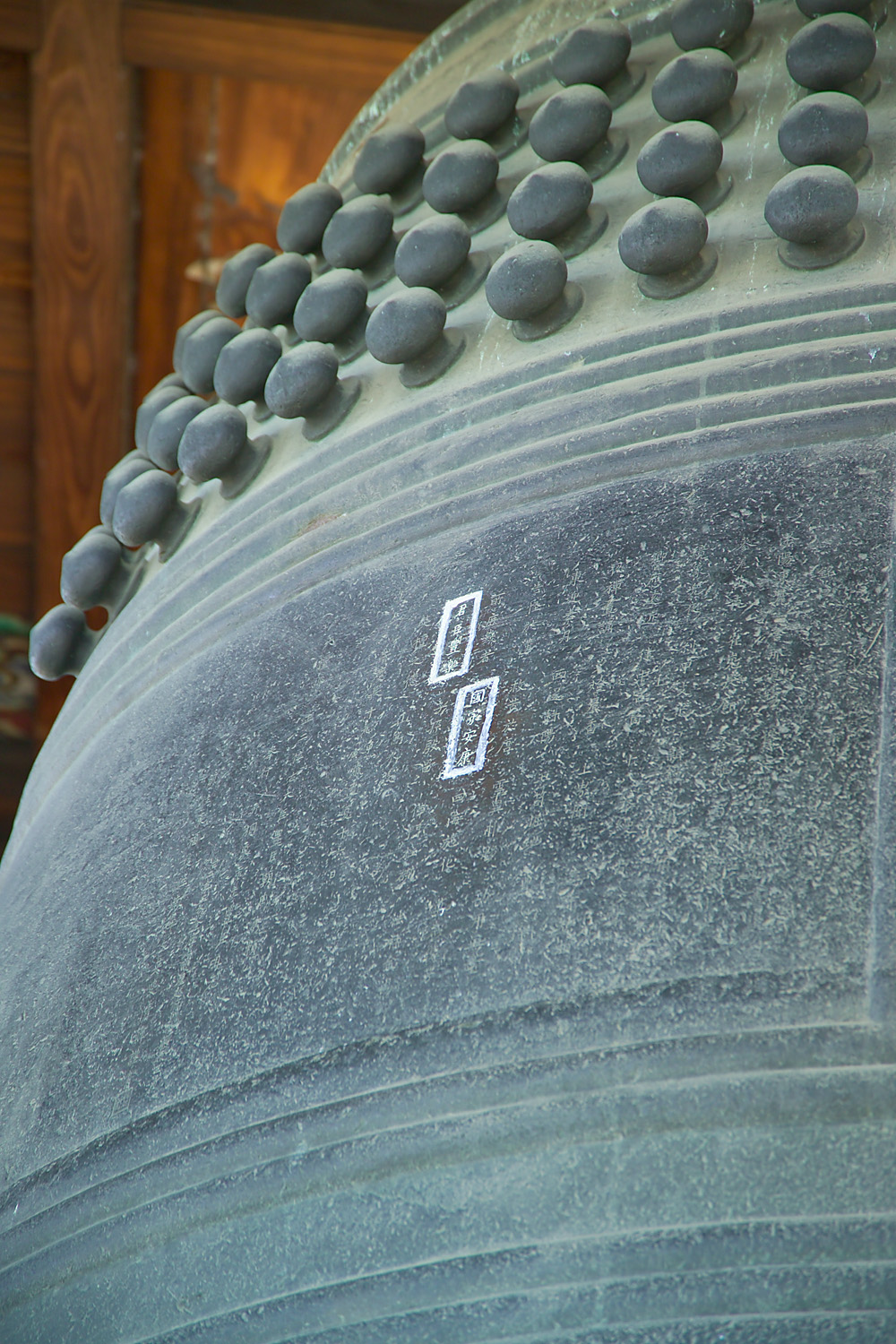
Cloche du Hōkō-ji.

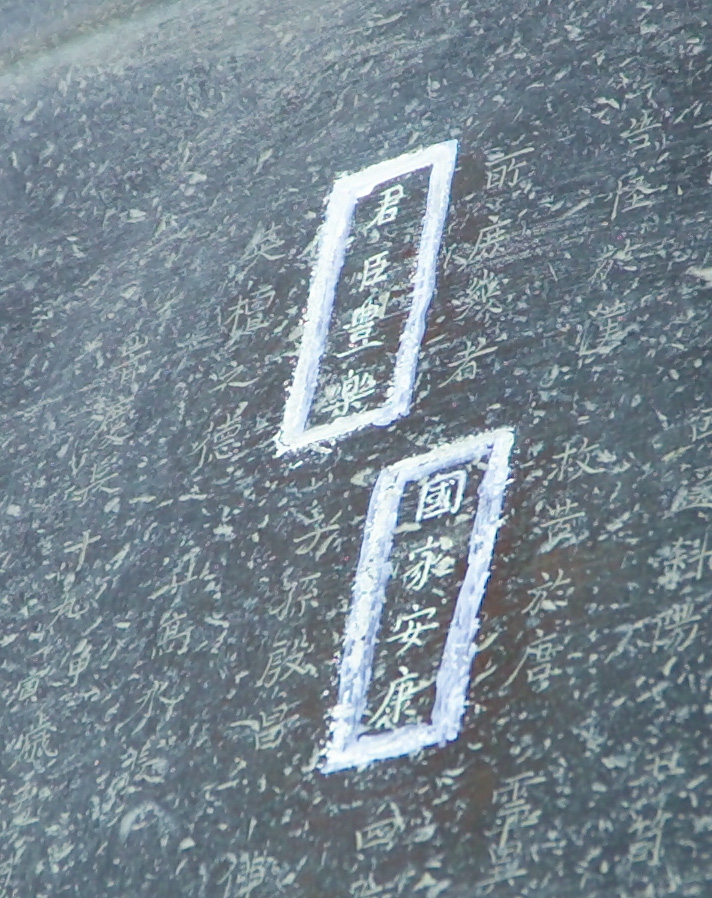
Inscription sur la cloche du Hōkō-ji à Kyoto

- 24 août 1614 (Keichō 19, 19e jour du 7e mois) : Une nouvelle cloche de bronze pour le Hoko-ji est coulée avec succès -- voir la photo de la cloche du Hōkō-ji (XIXe siècle), et voir une vieille photo de la cloche]; mais en dépit de la planification de la cérémonie d'inauguration, Ieyasu interdit toute autre mesure concernant la grande cloche :

« La tablette sur le Daibatsu-den et la cloche porte l'inscription Kokka ankō (« le pays et le foyer, paix et tranquillité »), et de cela Tokugawa Ieyasu affecte de prendre ombrage, alléguant qu'il s'agit d'une malédiction sur lui car le caractère 安 (an, « paix ») est placé entre les deux caractères qui composent son propre nom 家康 (ka-kō, « maison tranquillité ») [suggérant subtilement peut-être que la paix ne pouvait être atteinte que par le démembrement de Ieyasu ?]… Cet incident de l'inscription est, bien sûr, un simple prétexte, mais Ieyasu se rend compte qu'il ne peut pas profiter de la puissance qu'il a usurpée tant que vit Hideyori et par conséquent, bien que ce dernier envoie plus d'une fois son kerei Katagiri Kastumoto au château de Sunpu avec force excuses, Ieyasu  refuse de s'apaiser ».
- 18 octobre 1614 (Keichō 19, 25e jour du 10e mois) : Un violent séisme secoue Kyoto[12].
- 1615 (Keichō 20) : Début de la bataille d'été d'Osaka.

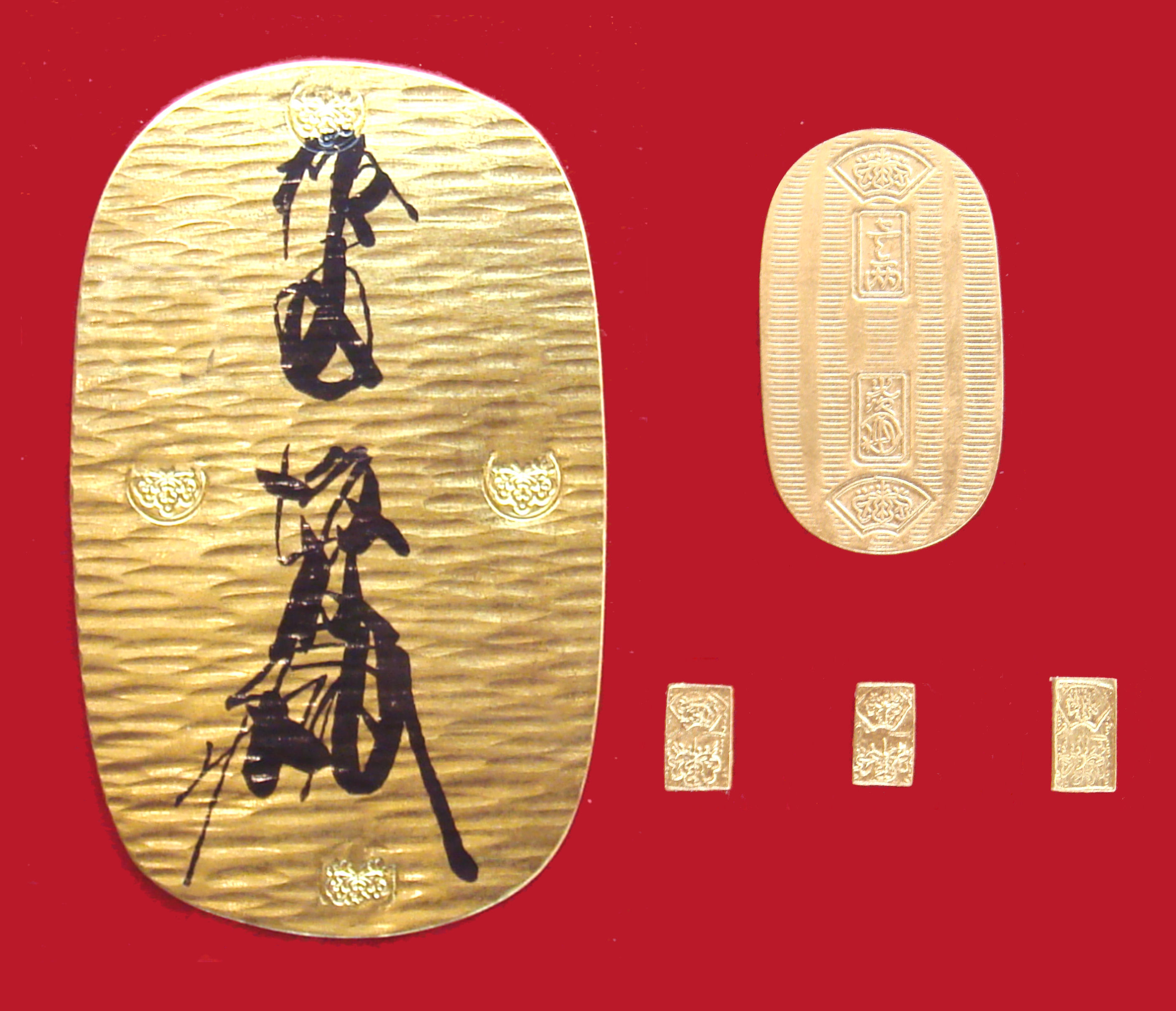
Monnaie d'or de l'ère Keichō : ōban, koban, ichibuban (1601-1695).

### Développements plus détaillés
- Des pièces de cuivre, d'argent et d'or appelées Keichō-tsūhō sont frappées durant l'ère Keichō et elles concourent à unifier le système monétaire[14].
- Les Keichō-chokuhan, aussi appelées Keichō shinkoku-bon, sont des publications impériales produites durant l'ère Keichō sur l'ordre de l'empereur Go-Yōzei et imprimées à l'aide de caractères mobiles importés du royaume de Joseon dans la péninsule coréenne[15].
- Keichō no katsuji-ban est le nom générique pour les premiers ouvrages imprimés avec des caractères mobiles au cours de l'ère Keichō[16].
- Choses vues et entendues durant l'ère Keichō (Keichō kemmon-shū?) aussi appelé le Kembun-shū est un livre constitué d'une collection de contes et d'anecdotes compilés par Miura Jōshin (1565–1644)[17].

| Keichō    | 1re  | 2e   | 3e   | 4e   | 5e   | 6e   | 7e   | 8e   | 9e   | 10e  | 11e  | 12e  | 13e  | 14e  | 15e  | 16e  | 17e  | 18e  | 19e  | 20e  |
| Grégorien | 1596 | 1597 | 1598 | 1599 | 1600 | 1601 | 1602 | 1603 | 1604 | 1605 | 1606 | 1607 | 1608 | 1609 | 1610 | 1611 | 1612 | 1613 | 1614 | 1615 |